# Бумбуєнь
Бумбуєнь, Бумбуєні (рум. Bumbueni) — село у повіті Арджеш в Румунії. Входить до складу комуни Лунка-Корбулуй.
Село розташоване на відстані 108 км на захід від Бухареста, 15 км на південний захід від Пітешть, 89 км на північний схід від Крайови, 121 км на південний захід від Брашова.

## Населення
За даними перепису населення 2002 року у селі проживали 144 особи, усі — румуни. Усі жителі села рідною мовою назвали румунську.